# Orihivka, Lubnî
Orihivka (în ucraineană Оріхівка) este localitatea de reședință a comunei Orihivka din raionul Lubnî, regiunea Poltava, Ucraina.

## Demografie
Componența lingvistică a localității Orihivka
     Ucraineană (96,56%)
     Rusă (2,09%)
     Belarusă (1,23%)
Conform recensământului din 2001, majoritatea populației localității Orihivka era vorbitoare de ucraineană (96,56%), existând în minoritate și vorbitori de rusă (2,09%) și belarusă (1,23%).